# Farmington (Oregon)
Farmington (korábban Bridgeport és Harris Ferry) az Amerikai Egyesült Államok Oregon államának Washington megyéjében, az Oregon Route 10 és a River Road csomópontjában elhelyezkedő önkormányzat nélküli település.

## Története
Az állam egyik legkorábbi lakott helysége, a terményszállítás szempontjából fontos ponton fekszik. Sarah és Philip Harris 1845-ben egyházközséget alapítottak, a Tualatin folyóban keresztelőket tartottak.
Philip Harris a Tualatin folyón kompot indított, majd hidat épített. A későbbi átkelő az ő nevét viseli. Harris Ferry 1851-ben megnyílt postájának vezetője Harris volt. A település mai nevét valószínűleg a Connecticut állambeli Farmingtonról kapta; postája 1884 és 1904 között működött.
Az 1920-as években étterem nyílt. Az egyszobás iskolaépületet fenntartó tankerület 1950-ben a hillsborói körzetbe olvadt. Az iskola csengőjét a laureli épületből helyezték át.

## Nevezetes személy
- William G. Hare, politikus[10]

## Fordítás
- Ez a szócikk részben vagy egészben  a   Farmington, Oregon című angol Wikipédia-szócikk ezen változatának fordításán alapul.  Az eredeti cikk szerkesztőit annak laptörténete sorolja fel. Ez a jelzés csupán a megfogalmazás eredetét és a szerzői jogokat jelzi, nem szolgál a cikkben szereplő információk forrásmegjelöléseként.